# Dodge Meadowbrook
Dodge Meadowbrook – samochód osobowy amerykańskiej klasy pełnowymiarowej produkowany pod amerykańską marką Dodge w latach 1949–1954, w ramach dwóch generacji. 

## Pierwsza generacja

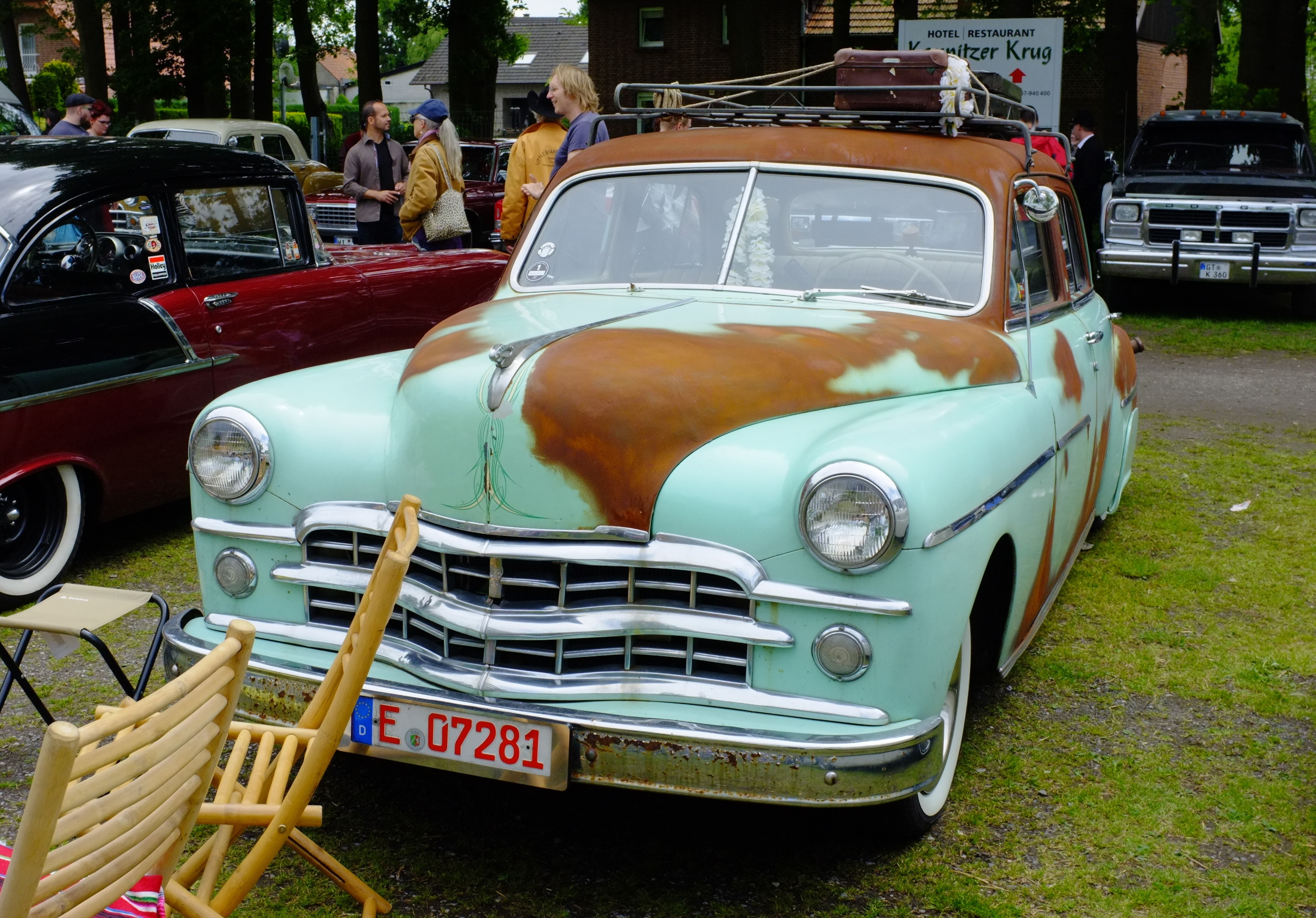
1949 Dodge Meadowbrook

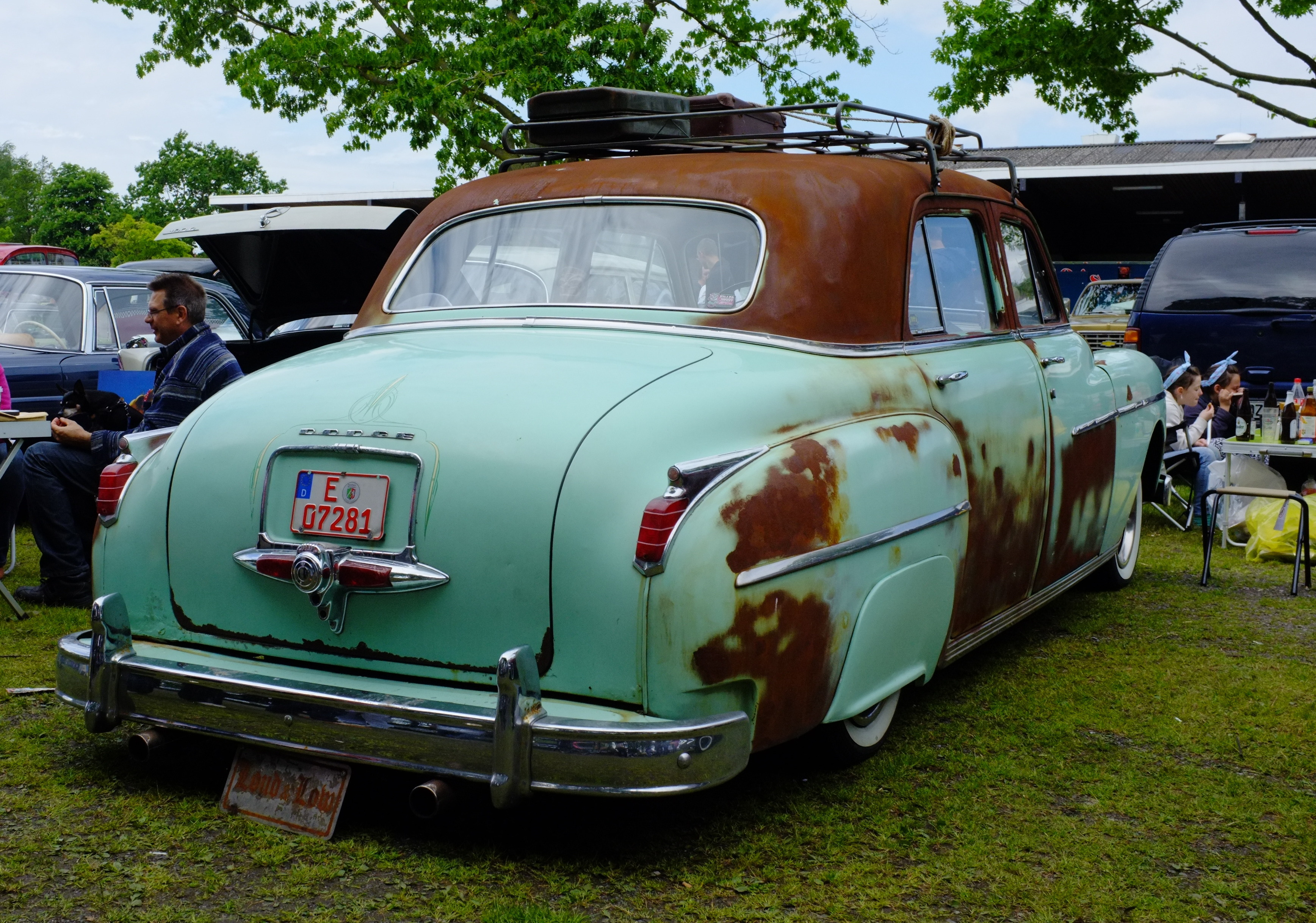
1949 Dodge Meadowbrook od tyłu

W lutym 1949 roku Dodge zaprezentował nowe samochody klasy pełnowymiarowej, Meadowbrook i Coronet, które w ofercie modelowej marki zastąpiły starsze konstrukcje. Wprowadziły one nowocześniejsze nadwozia, z błotnikami przednimi stanowiącymi jednolitą płaszczyznę z drzwiami oraz mniej wystającymi błotnikami tylnymi. Atrapę chłodnicy stanowiła krata z dużymi prostokątnymi otworami, ozdobiona trzema poziomymi belkami, z czego końcówki górnej belki obniżały się, przechodząc pod pojedynczymi reflektorami na całą szerokość przodu. Poniżej, na zewnątrz od krótszej środkowej belki były okrągłe światła postojowe. Meadowbrook stanowił następcę samochodu Dodge Deluxe i był przejściowo najtańszym modelem marki, do czasu wprowadzenia w maju tego roku mniejszego modelu Wayfarer.
Konstrukcyjnie Meadowbrook był identyczny z modelem Coronet, o rozstawie osi 123,5 cala (314 cm), lecz różnił się uboższym wykończeniem, głównie brakiem chromowanego panelu na błotniku tylnym. Oba nosiły kod fabryczny D-30. W przeciwieństwie do Coroneta, Meadowbrook oferowany był tylko jako czterodrzwiowy sześciomiejscowy sedan, w bazowej cenie 1848 dolarów. Napęd stanowił silnik 6-cylindrowy rzędowy dolnozaworowy L-Head o pojemności 230,2 cali sześciennych (3,8 l) i mocy 103 KM. Skrzynia biegów była manualna, z przekładnią hydrokinetyczną Gyrol Fluid-Drive.

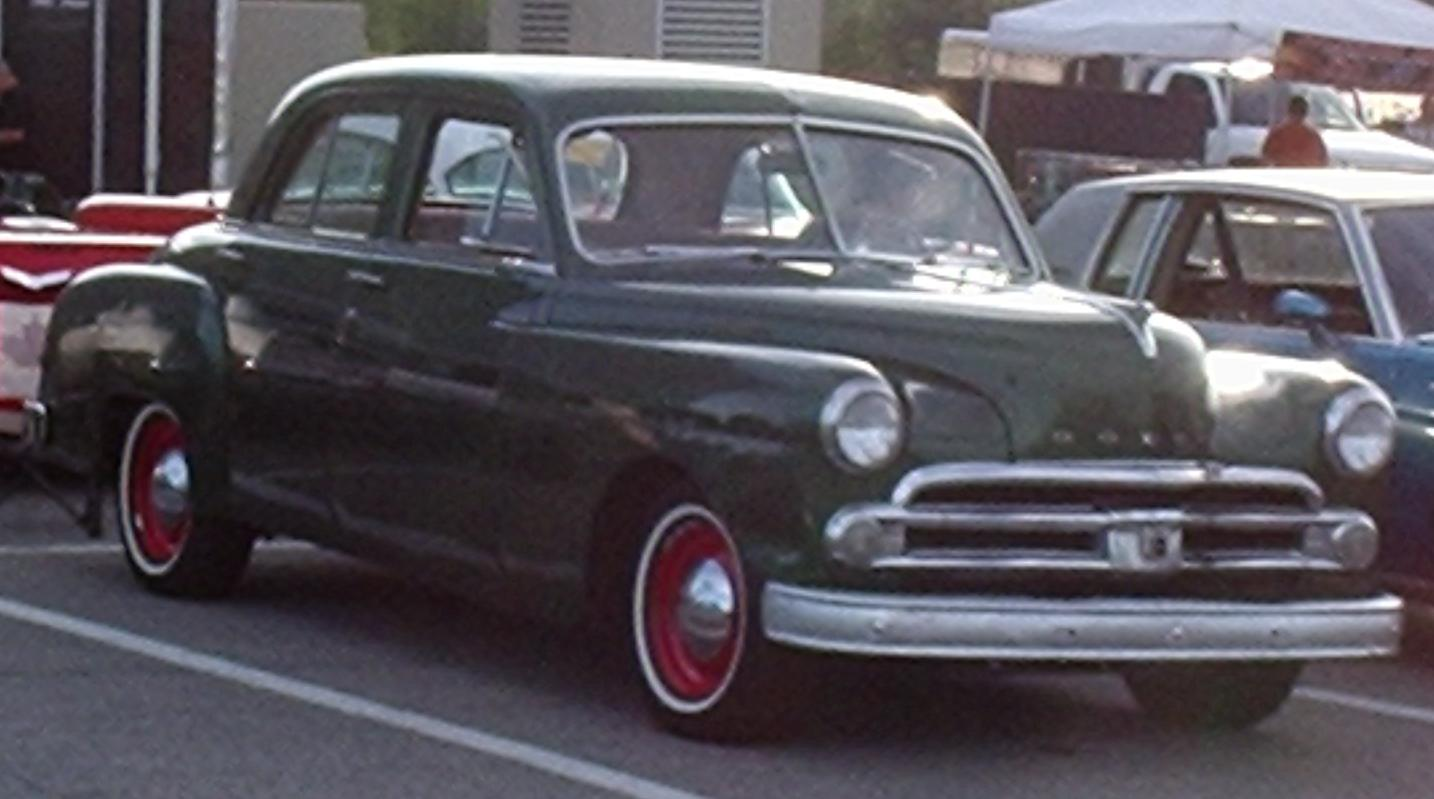
1950 Dodge Meadowbrook

W styczniu 1950 roku samochód otrzymał ograniczony lifting, głównie dotyczący atrapy chłodnicy, złożonej z trzech poziomych belek, z których górna była zagięta, dotykając końcami środkowej belki. Dwie niższe belki rozciągały się na całą szerokość przodu i łączyły na krańcach, otaczając okrągłe światła parkingowe. Na środku dolnych belek był emblemat firmowy. Model ten nosił kod fabryczny D-34.
W styczniu 1951 roku wprowadzono kolejny niewielki lifting, unowocześniając wygląd przedniego pasa. W miejscu górnej belki atrapy chłodnicy zastosowano kratę z sześcioma podłużnymi otworami, a dwie pozostałe belki, nadal obejmujące światła parkingowe, nie były już połączone na środku. Wersja nadwoziowa i napęd pozostały takie same. Model ten nosił kod fabryczny D-42. Na kolejny 1952 rok modelowy zmiany były jedynie kosmetyczne (m.in. lakierowana na kolor nadwozia zamiast szarego wewnętrzna powierzchnia dolnej belki atrapy chłodnicy oraz listwy na tylnych błotnikach nie dochodzące do świateł), a kod modelu pozostał ten sam. Cena wówczas wynosiła 2149 dolarów.
Podczas trwającej 4 lata produkcji Dodge'a Meadowbrook, samochód pełnił funkcję ważnego modelu w ofercie marki, stanowiąc ok. 30%  całkowitej sprzedaży marki na przełomie lat 40. i 50. XX wieku. Łącznie w ciągu tych czterech lat powstało ich ok. 330 tysięcy.

## Druga generacja

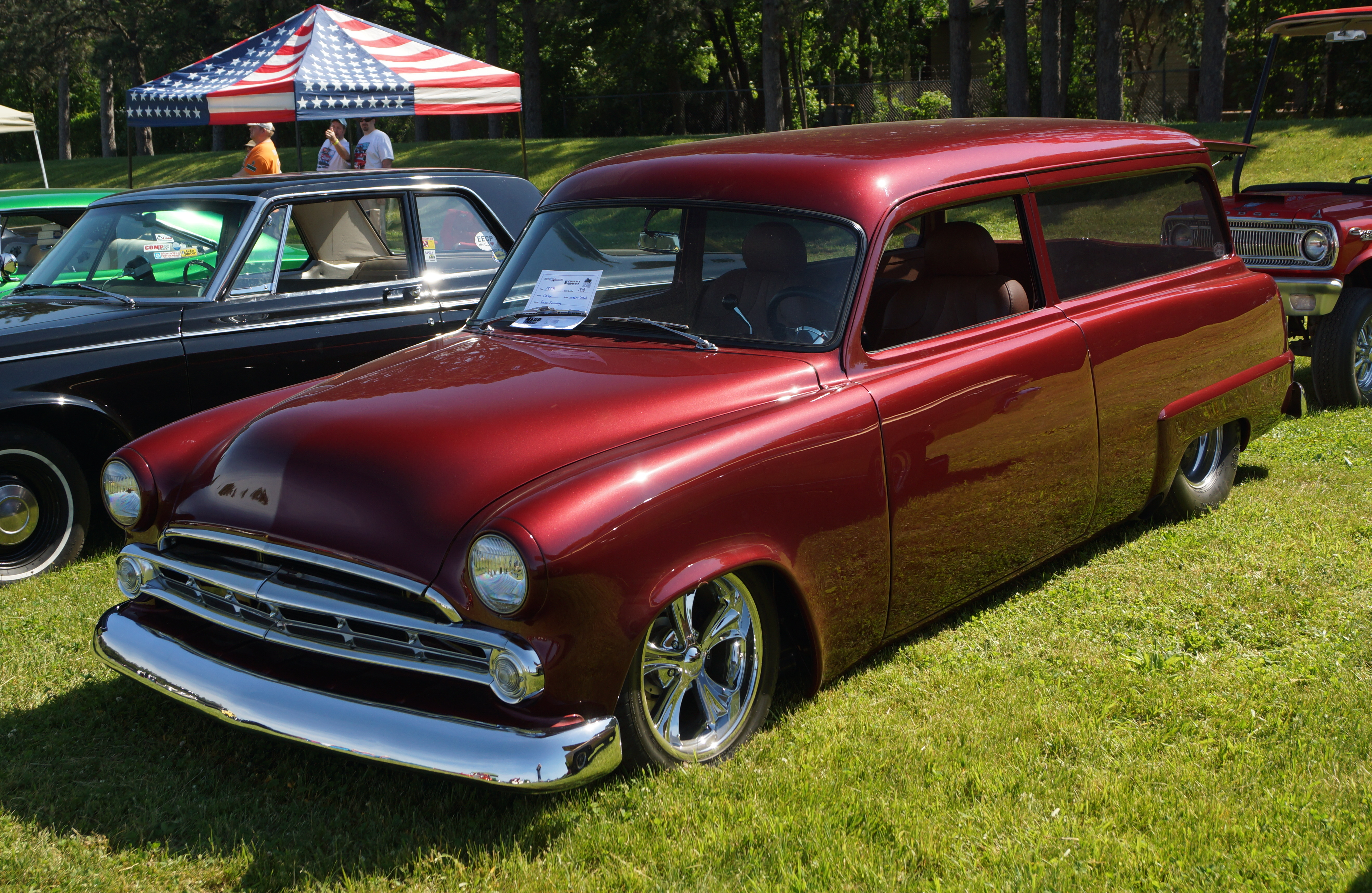
1953 Dodge Meadowbrook Suburban (tuningowany)

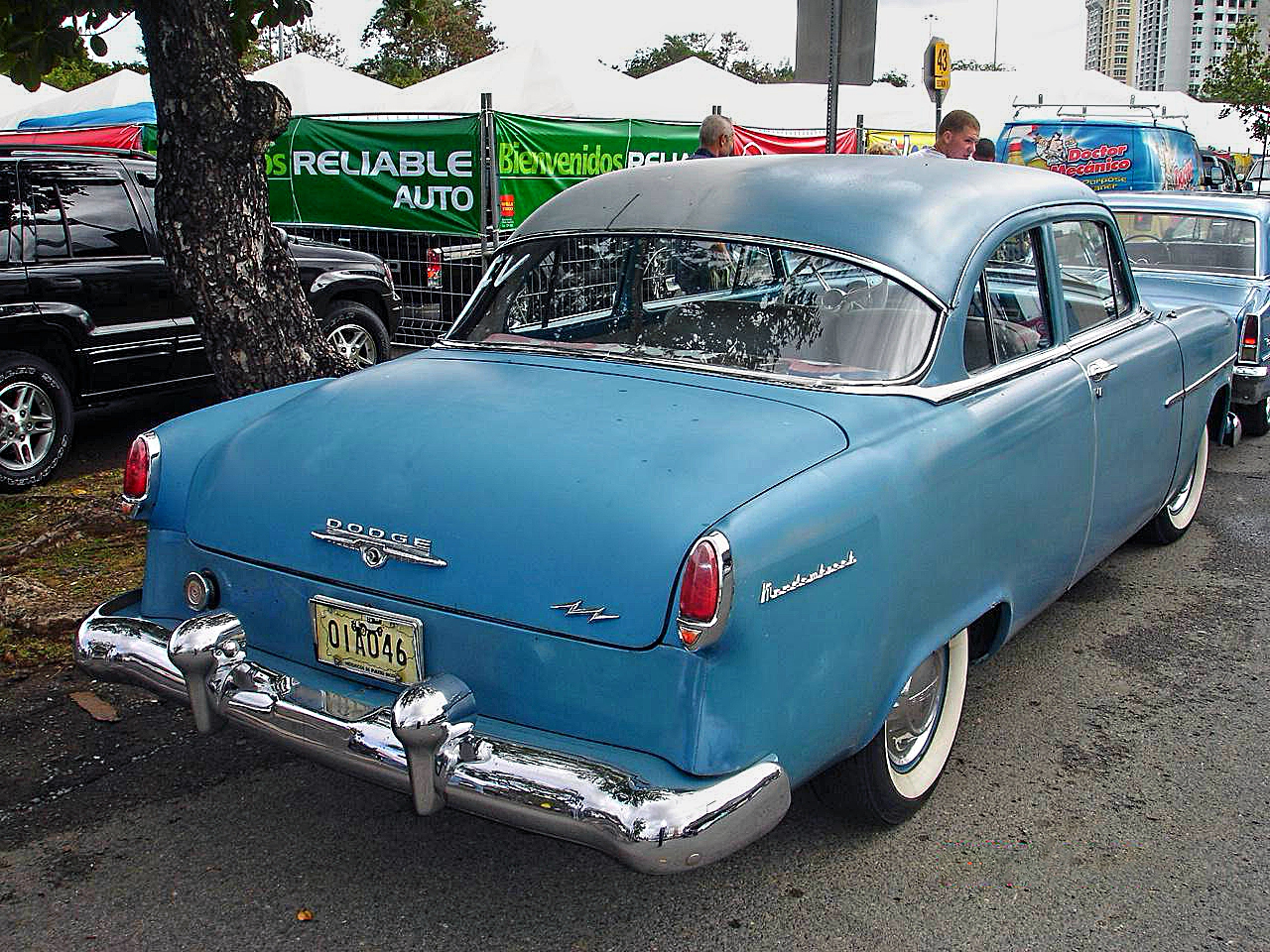
1954 Dodge Meadowbrook - tył

### Model 1953
W październiku 1952 roku zaprezentowano nowe konstrukcje samochodów Dodge na 1953 rok modelowy. Zrezygnowano z modelu Wayfarer, w związku z czym rozszerzono gamę wersji modelu Meadowbrook, który stał się tańszym modelem marki. Nowe nadwozie miało gładkie boki, bez wystających błotników, oraz jednoczęściową szybę przednią i silnie wygiętą panoramiczną szybę tylną. Atrapa chłodnicy była podobna do zeszłorocznej, lecz obecnie krata z sześcioma podłużnymi otworami znajdowała się między dwoma dolnymi poziomymi belkami, obejmującymi światła postojowe, a nad nimi była trzecia wygięta belka.
Oprócz czterodrzwiowego sedana oferowano teraz dwudrzwiowe sześciomiejscowe coupé (Club Coupe, oba o kodzie fabrycznym D-46) oraz trzydrzwiowe kombi o dodatkowej nazwie Suburban (kod D-47). Istniały dwie wersje wykończenia sedanów i coupé: normalna, z nisko umieszczoną boczną listwą ozdobną, wznoszącą się nad tylnymi kołami, oraz Special, pozbawiona ozdób (obie w tej samej cenie). Rozstaw osi wynosił 119 cali (302 cm) lub 114 cali w wersji kombi (290 cm), która bazowała na modelu Plymouth Suburban.  Obok dotychczasowego silnika R6 o pojemności 230,2 cali sześciennych (3,77 l) i mocy 103 KM pojawił się opcjonalny silnik V8 Hemi Red Ram o pojemności 241,4 cali sześciennych (3,96 l) i mocy 140 KM. Standardowa skrzynia biegów była 3-biegowa manualna, natomiast opcjonalnie był dostępny nadbieg zwiększający ekonomikę, przekładnia hydrokinetyczna Gyrol Fluid-Drive, dwubiegowa skrzynia półautomatyczna Gyro-Matic lub (tylko z silnikiem V8) automatyczna Gyro-Torque. Opony miały rozmiar 6,70×15.
Ceny bazowe wynosiły: 1983 dolary za coupe, 2025 dolarów za sedan i 2201 dolarów za kombi. Silnik V8 ze skrzynią automatyczną dodatkowo kosztował 344 dolary. Łącznie wyprodukowano na rynek amerykański 136 675 samochodów tego rocznika, co stanowiło 43,6% sprzedaży marki.

### Model 1954
Na ostatni 1954 rok modelowy, od października 1953 roku do gamy Dodge'a doszedł najdroższy model Dodge Royal, w związku z czym Coronet stał się modelem pośrednim i przejął odmianę kombi modelu Meadowbrook. W konsekwencji Meadowbrook oferowany był już tylko w dwóch odmianach: czterodrzwiowego sedana i dwudrzwiowego sześciomiejscowego Club Coupe, pozbawionych listew  ozdobnych (dawna linia Special). Miały one kod fabryczny D-50-1 w wersji z silnikiem V8 lub D-51-1 z silnikiem R6. W nadwoziu zmieniono styl atrapy przedniej. Zrezygnowano z kraty, a dominującym elementem stała się belka pośrodku, zwężająca się ku końcom, z masywnym centralnym żebrem łączącym ją ze zderzakiem. Dzięki podniesieniu stopnia sprężania, moc silnika R6 podniesiono do 110 KM, a V8 do 150 KM. Ceny pozostały takie same. Wyprodukowano ich tylko 15 444, po czym produkcję modelu Meadowbrook zakończono jeszcze przed końcem roku modelowego, w połowie 1954 roku.